# Sigma SD1
Sigma SD1 — цифровой зеркальный фотоаппарат японской компании «Сигма». Как и предыдущие модели компании, оснащён трёхслойной матрицей Foveon X3, которая, однако, отличается существенно увеличенным разрешением (три слоя по 4800 × 3200 пикселей, всего 46 мегапикселей) и увеличенными размерами. Фотокамера была анонсирована на выставке «Photokina-2010» 21 сентября 2010 года. Поступление в продажу состоялось в июне 2011 года.

## Стоимость
В мае 2011 года компания объявила, что стоимость составит 9700 долларов США или 6200 фунтов стерлингов (включая НДС) за версию без объектива. Несколько дней спустя компания уточнила, что розничная стоимость фотоаппарата составит примерно 6900 долларов. После появления модели в продаже стоимость на сайте Sigma USA составляла от 7359 до 7819 долларов за варианты с объективами, рекомендованная стоимость которых на том же сайте составляла от 690 до 1450 долларов.
8 февраля 2012 года новый глава компании Кадзуто Ямаки обратился к владельцам Sigma SD1 с обращением, в котором выразил сожаление о высокой стоимости фотоаппарата в момент запуска, вызванной технологическими проблемами, и сообщил, что компании удалось снизить себестоимость SD1. Рекомендуемая стоимость фотоаппарата отныне составила тогда 3300 долларов США, и он стал предлагаться под новым названием Sigma SD1 Merrill, в честь изобретателя технологии Foveon Ричарда Меррилла. Владельцам SD1 в качестве компенсации была предложена действующая до конца 2012 года программа, позволяющая обменять бонусные баллы на продукцию «Сигмы».
В конце марта 2012 года стоимость SD1 Merrill на американском сайте составляла уже 2300 долларов США. После объявленной в июле 2013 года распродажи фотоаппарат продавался за 1900 долларов.

## SD1 Merrill
Обновлённая версия SD1, названная в честь Дика Меррилла, изобретателя матрицы Foveon X3, получила новую прошивку и обновлённый формат RAW.

## Sigma SD1 Wood Edition
В октябре 2011 германское отделение «Сигмы» представила специальную версию фотоаппарата Wood Edition («издание в дереве»). Корпус SD1 Wood Edition отделан шпоном из капа амбойны — одной из самых редких и ценных пород древесины, получаемой из растущего на острове Амбон птерокарпуса индийского.
Всего  в этом исполнении выпущено 10 камер по цене 9999 евро.

## Микропрограмма
Микропрограммы для SD1 и SD1 Merrill различаются и не взаимозаменяемы. Для SD1 актуальная версия имеет номер 1.14, для SD1 Merrill — 1.09.